# Pteropus scapulatus
La piccola volpe volante rossa (Pteropus scapulatus Peters, 1862) è un pipistrello appartenente alla famiglia degli Pteropodidi, endemico dell'Australia.

## Descrizione

### Dimensioni
Pipistrello di medie dimensioni, con la lunghezza della testa e del corpo tra 197 e 227 mm, la lunghezza dell'avambraccio tra 131 e 145 mm, un peso fino a 447 g e un'apertura alare fino a 1,07 m.

### Aspetto
Il colore generale del corpo è marrone scuro, il collare varia dal bruno-rossastro al bruno-giallastro mentre la testa è  densamente cosparsa di peli più chiari. I maschi hanno dei ciuffi di peli più brillanti intorno a delle ghiandole situate sui lati del collo. Il muso è lungo ed affusolato, gli occhi sono grandi e con l'iride marrone. Le orecchie sono lunghe ed appuntite. La tibia è priva di peli. Le membrane alari sono attaccate sul dorso nella regione lombare, ampiamente separate tra loro, sono bruno-rossastre e leggermente trasparenti. Gli artigli sono bruno-rossastri scuri. È privo di coda, mentre l'uropatagio è ridotto ad una sottile membrana lungo la parte interna degli arti inferiori. La dentatura è notevolmente ridotta.

## Biologia

### Comportamento
Si aggrega in colonie numerosissime fino ad un milione di individui. Ha abitudini erratiche, spingendosi per diverse centinaia di miglia all'interno del continente australiano. È un importante impollinatore delle foreste native.

### Alimentazione
Si nutre principalmente di fiori delle specie di Eucalipto, e in maniera minore di frutti di specie di Ficus, Syzygium, Nauclea orientalis e Citrus.

### Riproduzione
Le femmine partoriscono in autunno, in contrapposizione alle altre specie di Pteropus australiane. Sono state osservate nascite anche a Gennaio e Febbraio, facendo ipotizzare un doppio ciclo riproduttivo annuale. I giovani sono indipendenti a 3 mesi dopo la nascita. Raggiungono la maturità sessuale a 18 mesi.

## Distribuzione e habitat
Questa specie è diffusa in Australia: coste dell'Australia occidentale, Territorio del Nord, Queensland, Nuovo Galles del Sud e Victoria; Isola di Boigu e Thursday nello Stretto di Torres. Sono stati ritrovati crani appartenenti a questa specie a Mari, località della Papua Nuova Guinea centro meridionale.
Vive in savane, mangrovie, foreste di papiri e bambù ed occasionalmente frutteti, fino a 300 metri di altitudine.

## Tassonomia
In accordo alla suddivisione del genere Pteropus effettuata da Andersen, P. scapulatus è stato inserito nello P. scapulatus species Group, insieme a P. woodfordi, P. gilliardorum e P. mahaganus. Tale appartenenza si basa sulle caratteristiche di non avere un ripiano basale nei premolari e di avere denti masticatori eccessivamente ridotti.
Altre specie simpatriche dello stesso genere: P. poliocephalus, P. conspicillatus e P. alecto.

## Conservazione
La IUCN Red List, considerato il vasto areale e la popolazione numerosa, classifica P. scapulatus come specie a rischio minimo (Least Concern)).